# Аксаково (город)
Акса́ково (болг. Аксаково) — город в Болгарии. Находится в Варненской области, входит в общину Аксаково. Население составляет 8022 человека (2022).

## Политическая ситуация
Аксаково подчиняется непосредственно общине и не имеет своего кмета.
Кмет (мэр) общины Аксаково — Атанас Костадинов Стоилов (коалиция в составе 3 партий; Граждане за европейское развитие Болгарии (ГЕРБ), Национальное движение «Симеон Второй» (НДСВ), Союз демократических сил (СДС)) по результатам выборов.